# Droga wojewódzka 374
Die Droga wojewódzka 374 (DW 374) ist eine 33 Kilometer lange Droga wojewódzka (Woiwodschaftsstraße) in der polnischen Woiwodschaft Niederschlesien, die Jawor mit Świebodzice verbindet. Die Strecke liegt im Powiat Jaworski und im Powiat Świdnicki.

## Streckenverlauf
Woiwodschaft Niederschlesien, Powiat Jaworski
-  Jawor (Jauer) (S 3, DK 3, DW 363, DW 365)
- Niedaszów (Herzogswaldau)

Woiwodschaft Niederschlesien, Powiat Świdnicki
- Rogoźnica (Groß Rosen)
- Wieśnica (Fehebeutel)
-  Strzegom (Striegau) (DK 5, DW 345)
-  Stanowice (Stanowitz) (DW 382)
- Grochotów (Hoymsberg)
-  Świebodzice (Freiburg in Schlesien) (DK 34, DK 35)